# والیبال نشسته در پارالمپیک تابستانی ۲۰۲۴
والیبال یکی از رویدادهای برگزار شده در پارالمپیک تابستانی ۲۰۲۴ است که از ۲۹ اوت تا ۷ سپتامبر ۲۰۲۴ برگزار شد. بازی‌ها به میزبانی شهر پاریس پایتخت فرانسه برگزار شدند که شامل دو رویداد، یکی برای زنان و دیگری برای مردان بود.

## تیم‌های شرکت کننده

### خلاصه تیم های صعود کننده
| کشور                | زنان | مردان | تعداد ورزشکاران |
| ------------------- | ---- | ----- | --------------- |
| بوسنی و هرزگوین     |      | Yes   | ۱۲              |
| برزیل               | Yes  | Yes   | ۲۴              |
| کانادا              | Yes  |       | ۱۲              |
| چین                 | Yes  |       | ۱۲              |
| مصر                 |      | Yes   | ۱۲              |
| فرانسه              | Yes  | Yes   | ۲۴              |
| آلمان               |      | Yes   | ۱۲              |
| ایران               |      | Yes   | ۱۲              |
| ایتالیا             | Yes  |       | ۱۲              |
| قزاقستان            |      | Yes   | ۱۲              |
| رواندا              | Yes  |       | ۱۲              |
| اسلوونی             | Yes  |       | ۱۲              |
| اوکراین             |      | Yes   | ۱۲              |
| ایالات متحده آمریکا | Yes  |       | ۱۲              |

## مدال ها
| رویداد        | طلا                 | نقره            | برنز   |
| ------------- | ------------------- | --------------- | ------ |
| مسابقات مردان | ایران               | بوسنی و هرزگوین | مصر    |
| مسابقات زنان  | ایالات متحده آمریکا | چین             | کانادا |